# Verlosserskerk (Kopenhagen)
De Kerk van de Verlosser (Deens: Vor Frelsers Kirke) is een kerkgebouw uit de barok in het stadsdeel Christianshavn in het centrum van de Deense hoofdstad Kopenhagen. De kerktoren geniet grote bekendheid vanwege het carillon en de kurkentrekkervorm van de torenspits.

## Geschiedenis

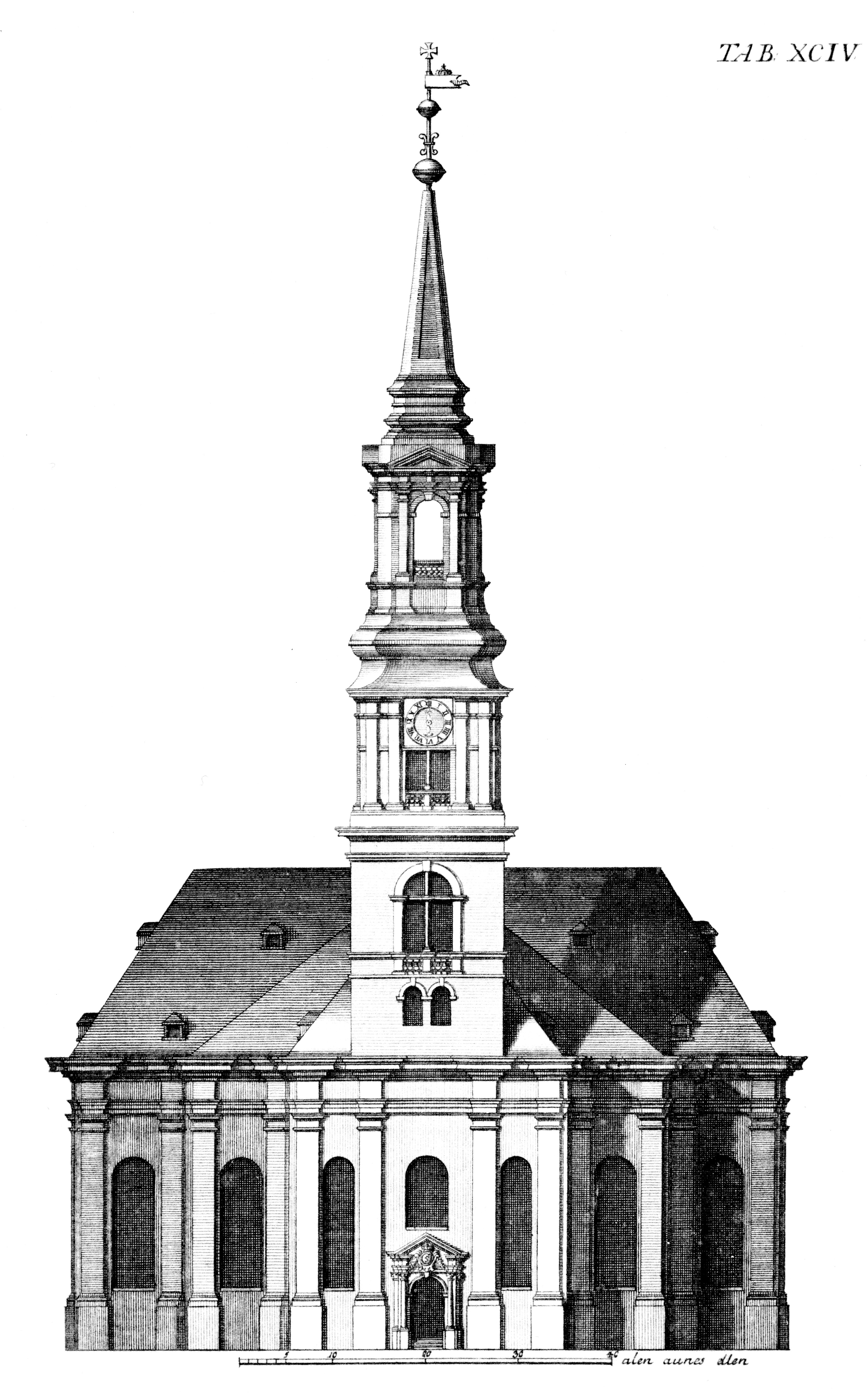
De Verlosserskerk met de toren volgens het oorspronkelijke plan van Lambert van Haven

Voorafgaand aan de huidige kerk werd in 1639 een tijdelijke kerk gebouwd voor de door Koning Christiaan IV op het eiland Amager geplande stad Christianshavn. Met de bouw van de huidige Verlosserskerk, naar het ontwerp van de Noorse architect Lambert van Haven, werd niet eerder begonnen dan in 1682. Het kerkgebouw kon dertien jaar later, in 1695, worden ingewijd, maar de toren moest toen nog worden gebouwd. Pas tijdens de regering van koning Frederik V werd de bouw van de toren weer op de agenda geplaatst. Hiervoor werd de architect Lauritz de Thurah aangetrokken, die de oorspronkelijke plannen van Van Haven liet varen ten gunste van een eigen ontwerp dat in 1749 door de koning werd goedgekeurd. Binnen drie jaar was de opmerkelijke toren voltooid en bij een plechtigheid op 28 augustus 1752 beklom de koning zelf de toren.
Een hardnekkige mythe vertelt dat de architect Laurids de Thurah zichzelf van het leven zou hebben beroofd door van de toren af te springen, nadat hij zich realiseerde dat de spiraal van de toren tegen de klok in draaide. De ontwerper van de spiraalvormige toren stierf echter in bed, zeven jaar na de voltooiing van de toren.

## Architectuur
De kerk werd gebouwd in de stijl van de Nederlandse barokarchitectuur met een plattegrond van een Grieks kruis. De muren rusten op een granieten fundering en zijn gemetseld van rode en gele bakstenen in willekeurige volgorde. De gevel wordt verdeeld in pilasters volgens de kolossale orde, dat wil zeggen dat ze de gehele hoogte van het gebouw overspannen. De pilasters zijn van de Toscaanse orde met bases en kapitelen van zandsteen. De kroonlijst is ook van zandsteen, maar heeft een fries van baksteen. Tussen de pilasters bevinden zich rondboogvensters met heldere glas-in-loodramen. Alle armen van de kruiskerk hebben een ingang, met uitzondering van de oostelijke arm waar de sacristie werd toegevoegd. De hoofdingang bevindt zich in de westelijke arm onder de toren en heeft een zandstenen portaal. Aan beide zijden van de toren bevindt zich een poort die leidt naar een van de twee crypten van de kerk. De gewelfde kerk heeft een dak dat bedekt is met zwart geglazuurde dakpannen.

## Toren

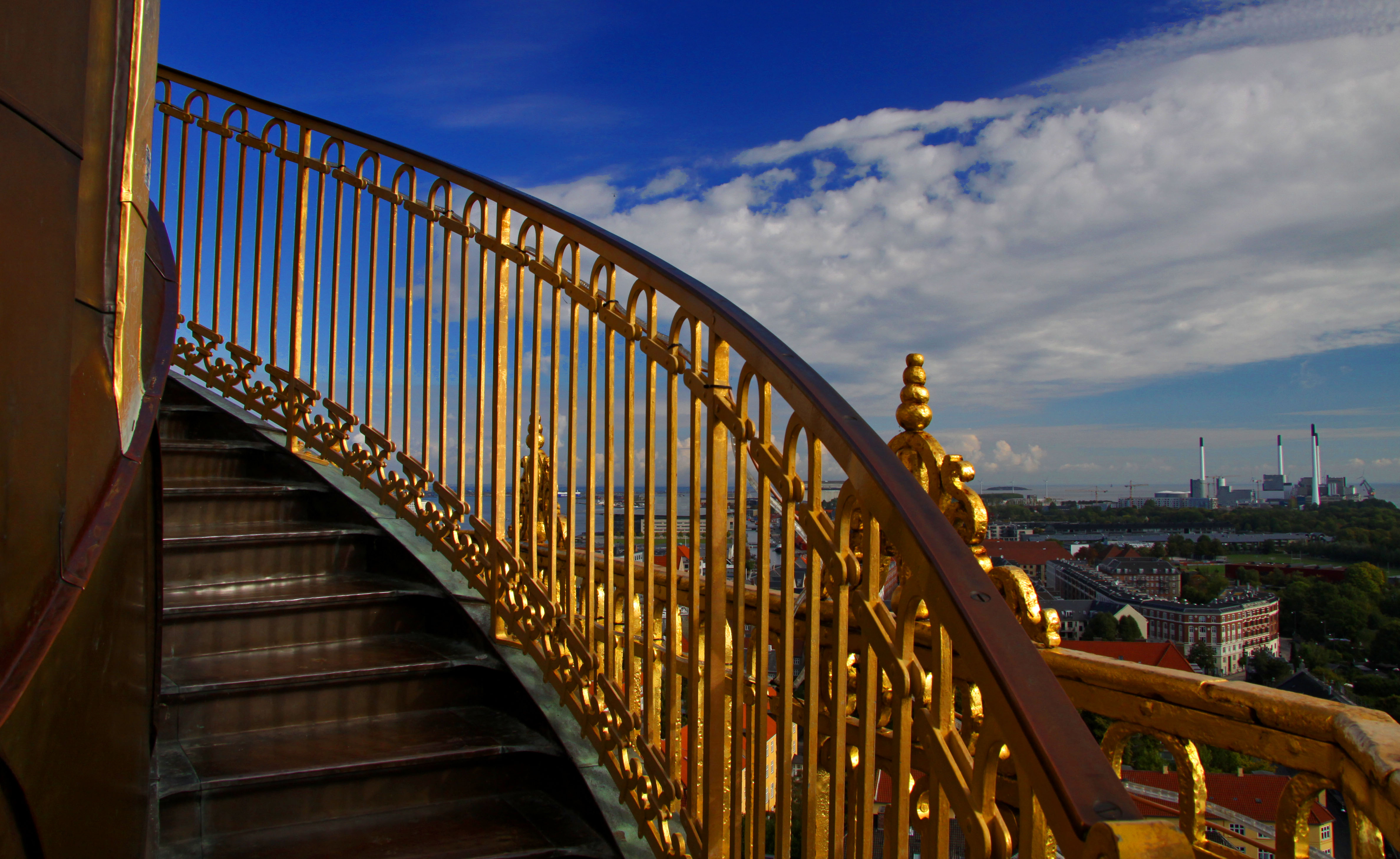
De trap langs de torenspits

De inspiratie voor het ontwerp van de opvallende gedraaide torenspits werd geleverd door Francesco Borromini's ontwerp voor de toren van de Romeinse Sint-Ivokerk (Sant'Ivo alla Sapienza). De kerktoren bereikt inclusief de spits een hoogte van 90 meter. De houten spits is achthoekig aan de basis met rondbogige openingen en ronde ramen met vergulde omlijstingen. Om de achthoekige basis staan op elke hoek van de vierkante toren de beelden van de vier evangelisten. Boven de octagonale bouw bevindt zich een vergulde balustrade en vanaf dit punt loopt de trap om de ronde spits heen. De trap kent in totaal 400 treden, waarvan de laatste 150 treden zich buiten bevinden en tegen de klok in gaan. Boven op de spits staat op een grote vergulde bol een vier meter hoog beeld van de verrezen Christus met een banier.

## Carillon
In de toren bevindt zich het grootste carillon van Scandinavië. In zijn oorspronkelijke vorm is het in 1697-1700 door klokkengieter Johann Mercki gebouwd. Het is 285 cm breed en 295 cm hoog. In 1891 raakte het carillon defect en was reparatie onmogelijk. Vanaf 1896 functioneerde een elektrisch klokkenspel van Kemp & Lauritzen, maar na blikseminslag werd dat in 1920 onbruikbaar. Het oude carillon werd toen door Bertram Larsen in ere hersteld. De huidige klokken dateren van 1928-1932, eerst 33 kleine, later aangevuld met 11 grote klokken. De grootste weegt 3600 kg, het totale gewicht is ongeveer 16 ton. In 1953 werden enkele kleine klokken vervangen door 15 nieuwe. Het hele carillon werd in 1981 uitgebreid met 48 klokken van de Nederlandse firma Petit & Fritsen. De grootste klokken hangen in de top van de toren, de kleintjes in de open lantaarn van de spiraal. De speeltafel - gestapeld - bevindt zich op de vloer. De klokken spelen automatisch op elk hele uur van 8 uur 's ochtends tot middernacht.

## Interieur
Het altaar verving in 1732 het tijdelijke altaar en is een werk van de Zweedse architect Nicodemus Tessin. De centrale voorstelling is de scène van Christus in de hof van Getsemane. Tegen een blauwe achtergrond wordt Christus getroost door een engel, terwijl een in de lucht zwevende engel Christus een gouden kelk aanreikt. Tussen de zuilen bevinden zich de allegorische beelden Pietas en Justitia. Voor het altaar staan de beelden van de aartsengelen Michaël en Uriël. Boven het altaar zijn centraal tussen de onderbroken architraaf in een grote stralenkrans met wolkenformaties en engelen de Hebreeuwse letters יהוה (JHWH) aangebracht.

## Orgel
Het forse orgel, dat wordt gedragen door twee olifanten, werd van 1698 tot 1700 door de gebroeders Johan en Peter Petersen Botzen gebouwd. Sinds 1889, toen de orgelbouwers A.H. Busch & Sønner een nieuw orgel maakten met behoud van de oorspronkelijke orgelkas, was het uiterlijk wel ongewijzigd, maar het orgel erachter was niet meer hetzelfde en was vooral ingesteld op het spelen van muziek uit de romantiek. In 1939 werd het orgel door Marcussen & Søn verbouwd. Poul-Gerhard Andersen heeft het in de periode 1955-1965 zoveel mogelijk in de oude staat hersteld en daarbij gebruik kunnen maken van een groot deel van het oude pijpwerk. Sindsdien klinkt het instrument weer zoals 300 jaar geleden, al is een dispositie gekozen die muziek uit meer stijlperiodes mogelijk maakt. Het bezit meer dan 4000 pijpen en 57 registers, verdeeld over vier manualen en een vrij pedaal. De originele cymbelster functioneert nog. De orgelkas is rijkelijk voorzien van houtsnijwerk met in het midden een buste van koning Christiaan V.

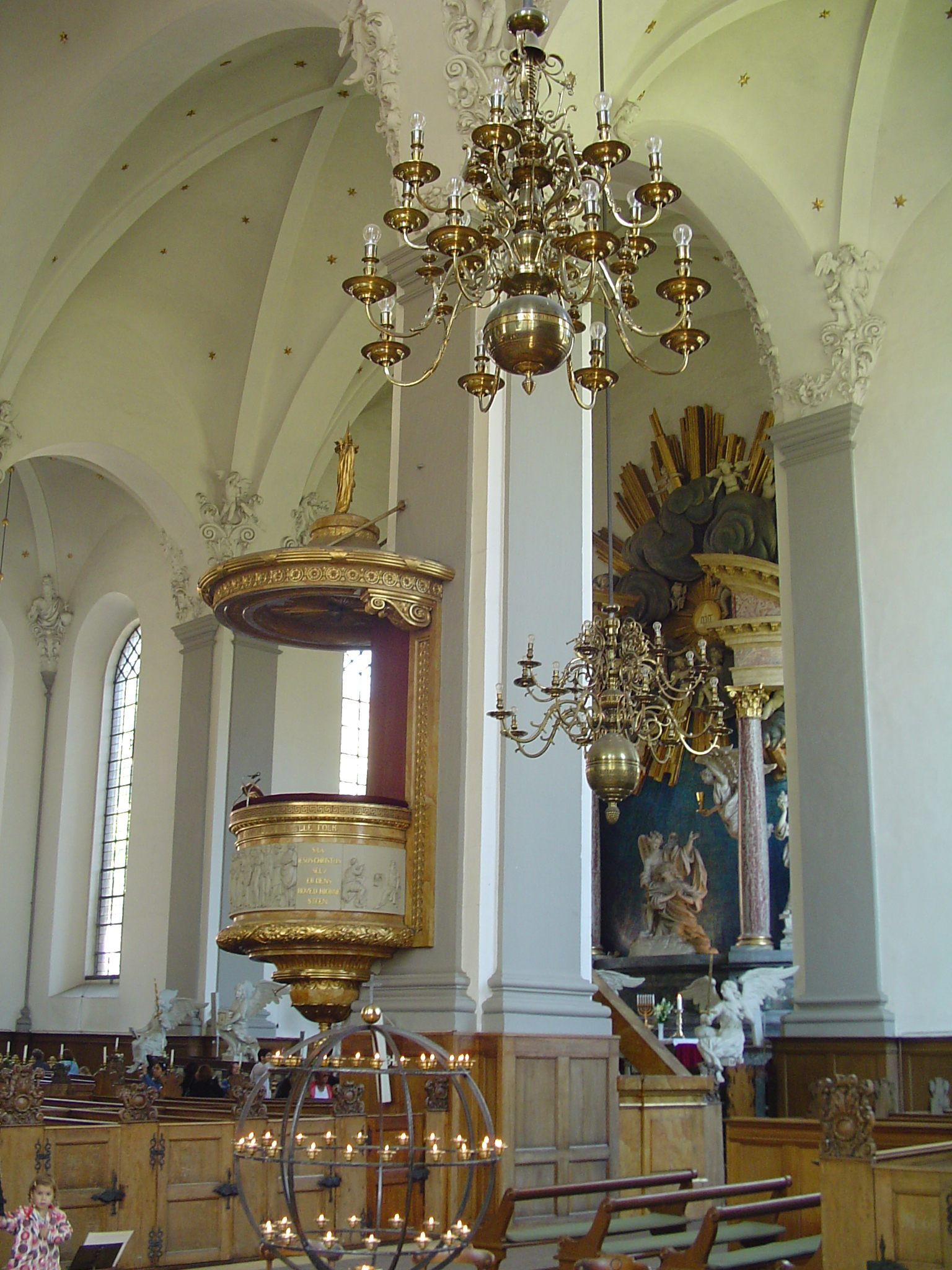
Preekstoel
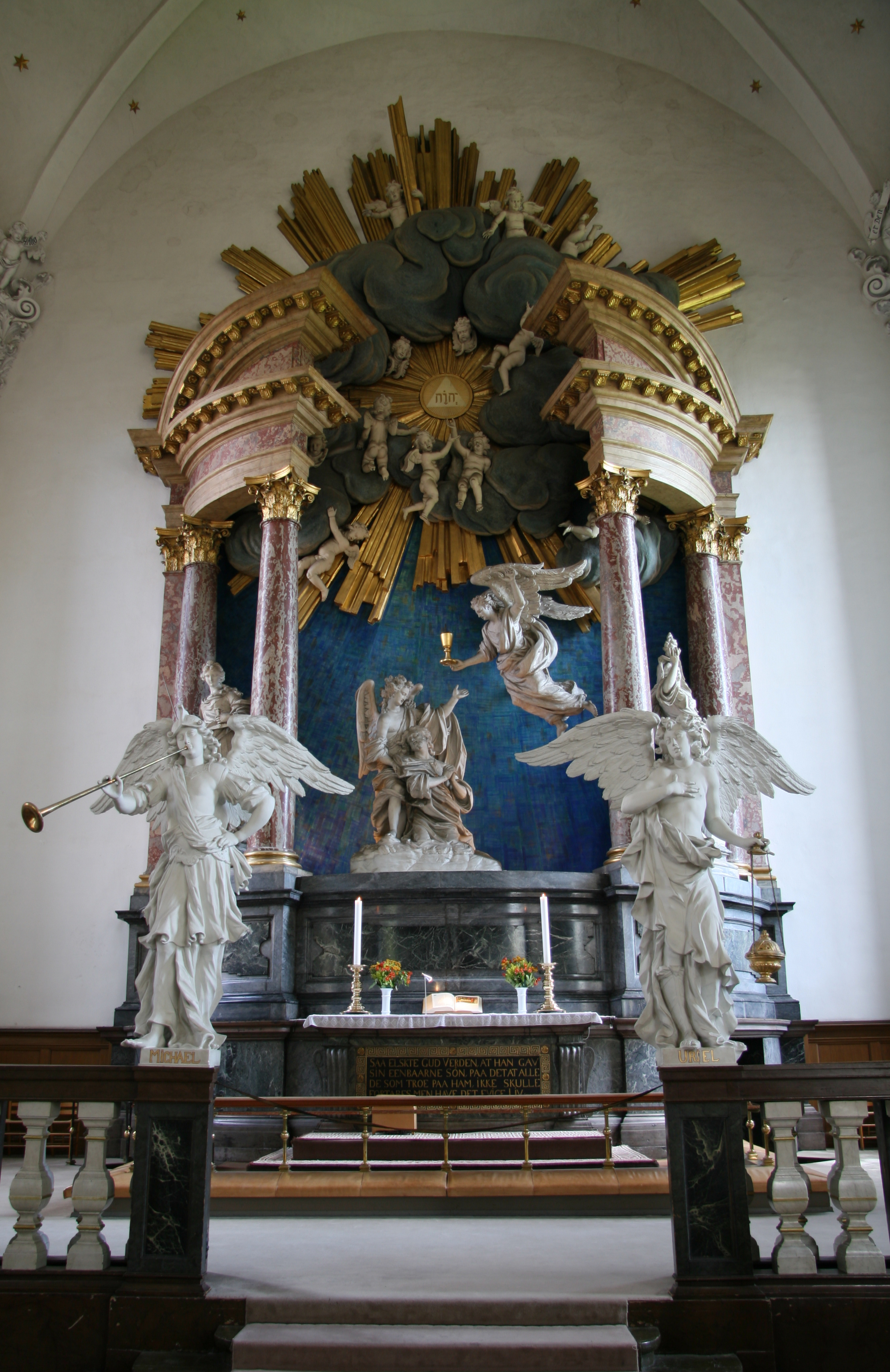
Altaar
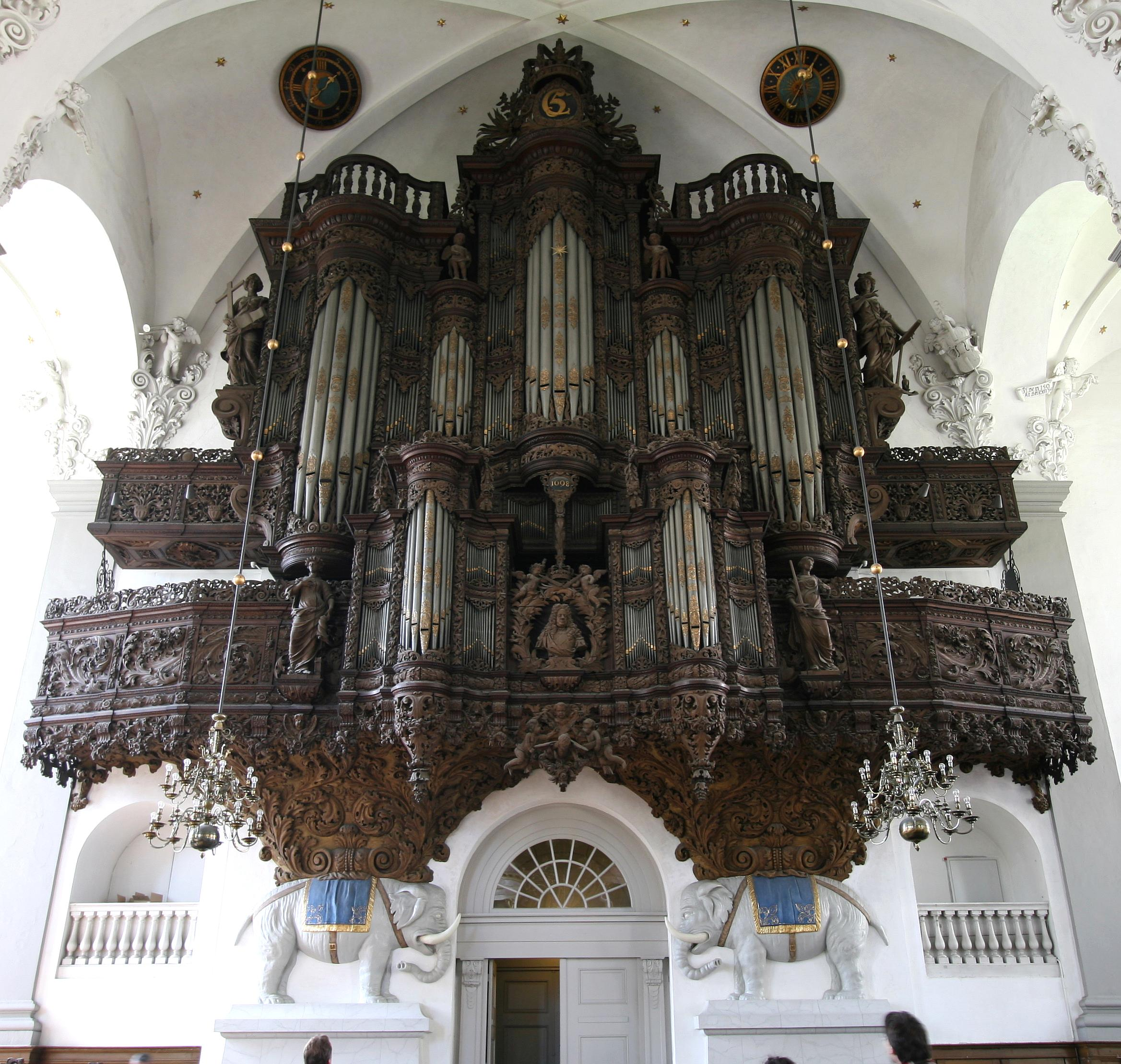
Orgel, gedragen door gebeeldhouwde olifanten
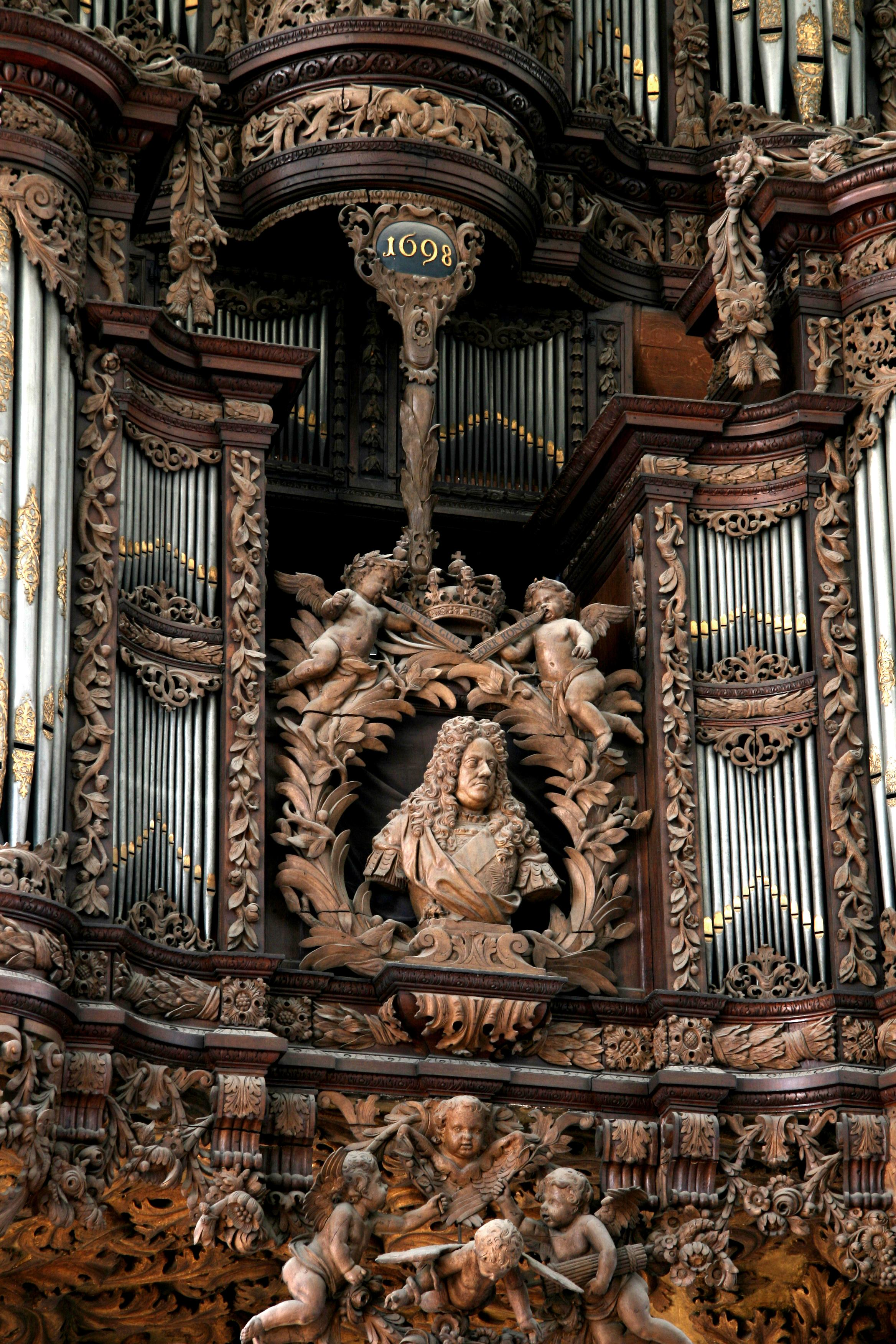
Detail orgelkas met buste Christiaan V
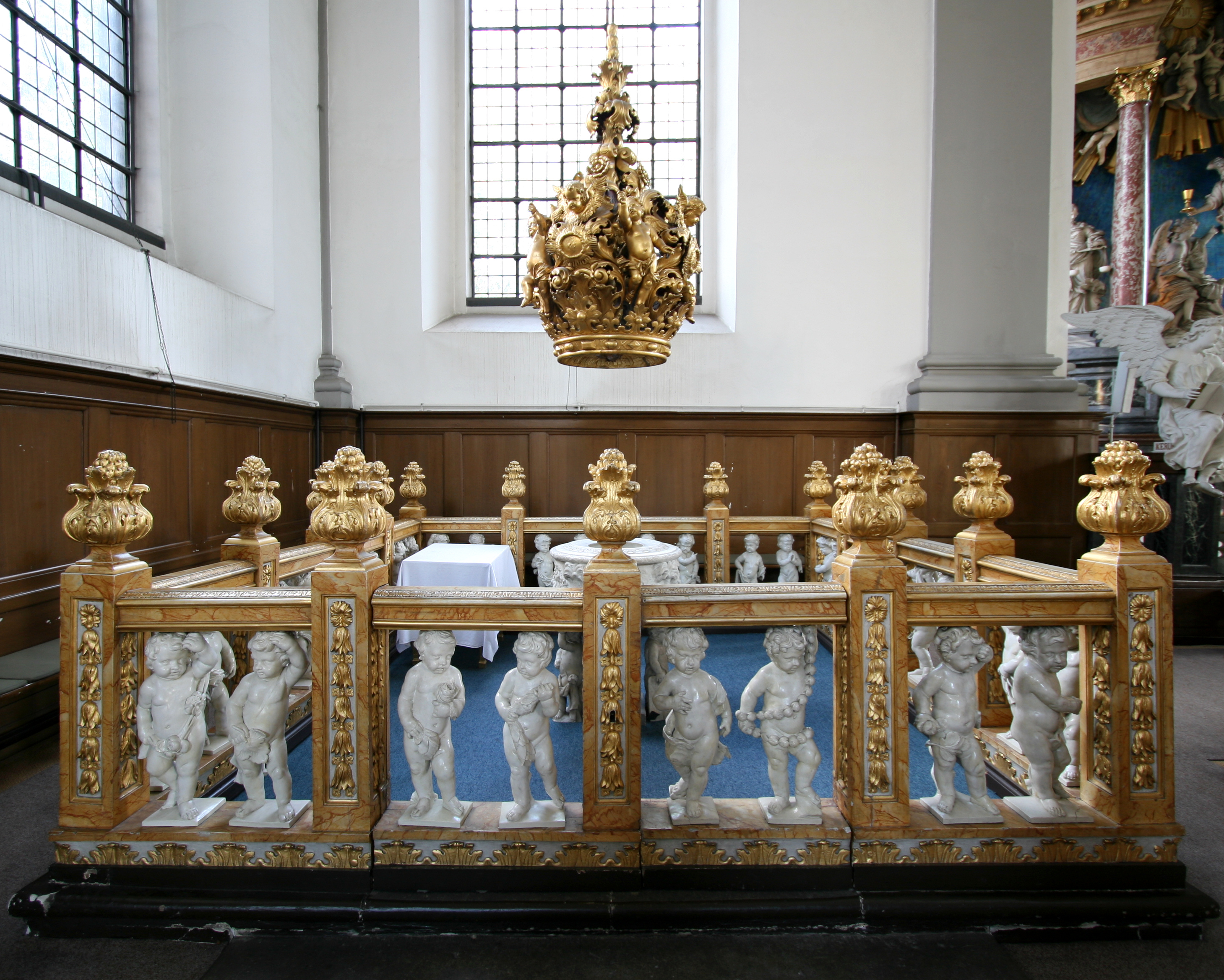
Doopruimte
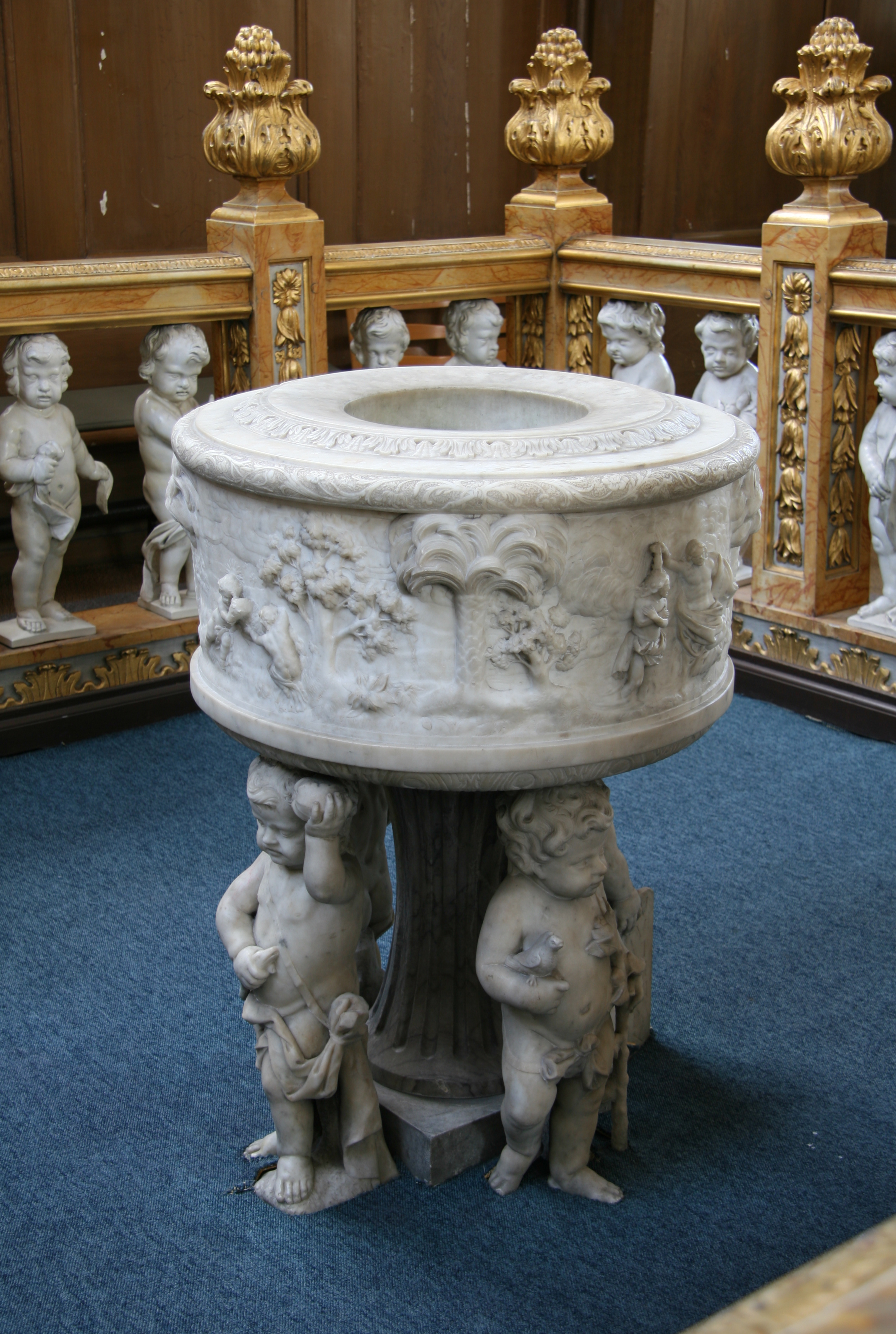
Doopvont